# Paris-Roubaix 1977
Paris-Roubaix 1977 a fost a 75-a ediție a Paris-Roubaix, o cursă clasică de ciclism de o zi din Franța. Evenimentul a avut loc pe 17 aprilie 1977 și s-a desfășurat pe o distanță de 250,5 de kilometri de la Compiègne până la velodromul din Roubaix. Câștigătorul a fost Roger De Vlaeminck din Belgia de la echipa Brooklyn.

## Rezultate
| Loc | Concurent                 | Echipă                              | Timp       |
| --- | ------------------------- | ----------------------------------- | ---------- |
| 1   | Roger De Vlaeminck (BEL)  | Brooklyn                            | 6h 11' 26" |
| 2   | Willy Teirlinck (BEL)     | Gitane–Campagnolo                   | + 1' 30"   |
| 3   | Freddy Maertens (BEL)     | Flandria–Velda–Latina Assicurazioni | + 1' 39"   |
| 4   | Ronald De Witte (BEL)     | Brooklyn                            | + 1' 39"   |
| 5   | Piet van Katwijk (NED)    | TI–Raleigh–Campagnolo               | + 1' 39"   |
| 6   | Jan Raas (NED)            | Frisol–Thirion–Gazelle              | + 1' 39"   |
| 7   | Willem Peeters (BEL)      | IJsboerke–Colnago                   | + 1' 39"   |
| 8   | Dietrich Thurau (RFG)     | TI–Raleigh–Campagnolo               | + 1' 39"   |
| 9   | Herman Van Springel (BEL) | IJsboerke–Colnago                   | + 1' 39"   |
| 10  | Hennie Kuiper (NED)       | TI–Raleigh–Campagnolo               | + 1' 39"   |